# Barranc de la Creu (la Torre de Cabdella)
El Barranc de la Creu, és un barranc del terme de la Torre de Cabdella, dins de l'antic terme primigeni d'aquest municipi.
S'origina a 2.275 m. alt., al vessant occidental de les Roques d'Altars, al sud-oest de la Collada d'Altars i al nord-oest de lo Tossal. Davalla cap a ponent, lleugerament decantat cap al nord, passa pel costat nord del poble d'Aiguabella i s'aboca en el Flamisell al nord-oest d'aquest poble, als Vedats.